# PC Guard
PC Guard Spółka Akcyjna – polskie przedsiębiorstwo informatyczne z siedzibą w Poznaniu, w latach 2005–2017 notowane na Giełdzie Papierów Wartościowych w Warszawie.

## Działalność
Przedsiębiorstwo jest producentem rozwiązań informatycznych wspomagających zarządzanie. Jest autorem systemów: Graffiti.ERP (typu MRP II/ERP), Ascent.DBI (zarządzanie dokumentami i informacją) i QuickStep (wspomaganie zarządzania małą firmą).
Spółka posiada 35-procentowe pakiety udziałów dwóch poznańskich dystrybutorów sprzętu komputerowego: notowanego na NewConnect Divicom SA (KRS 267611) oraz MTS Notebook sp. z o.o (KRS 53257).
Od sierpnia 2003 PC Guard współpracuje z Wyższą Szkołą Logistyki. Pracownicy spółki prowadzą gościnne wykłady, a studenci mają możliwość odbywania praktyk w firmie.

## Historia
Przedsiębiorstwo zostało założone w 1998 w innej formie prawnej. Początkowo zajmowało się wdrażaniem oprogramowania innych producentów. W 2000 zostało przekształcone w spółkę akcyjną i rozpoczęło wytwarzanie własnych systemów informatycznych przeznaczonych dla przedsiębiorstw.
5 października 2005 prawa do nowych akcji, jak i dotychczasowe akcje spółki, po raz pierwszy były notowane na GPW. Na zamknięciu sesji, w porównaniu do ceny w ofercie publicznej (6 zł), dotychczasowe akcje podrożały o 60% a PDA – dwukrotnie. Kilka dni później kurs akcji wzrósł do 90 zł, a 11 października osiągnął nawet 435 zł. Spowodowało to zawieszenie obrotu zarówno akcjami, jak i prawami do nich. Niedługo potem papiery spółki odnotowały równie spektakularny spadek – do ok. 20 zł za sztukę.
W grudniu 2006 walne zgromadzenie zdecydowało o splicie w stosunku 1:100. Informacjom o nim, jak też o planowanej nowej emisji, towarzyszył znów mocny wzrost kursu spółki. Podział akcji miał miejsce 25 stycznia 2007 i sprowadził walory spółki do poziomów groszowych – cena wyniosła 0,5 zł. W październiku 2008 PC Guard ma się znaleźć na "liście alertów" GPW, grupującej akcje uznane za ryzykowne – jednym z kryteriów jest kurs poniżej 0,5 zł, a w tym przypadku wynosił on 0,03 zł na zamknięciu sesji 5 września. Firma chciała uniknąć tej sytuacji przez wprowadzenie obrotu jej akcjami w blokach po 100 sztuk, co byłoby pierwszym takim przypadkiem w Polsce, jednak giełda nie wyraziła na to zgody.
W 2017 wykluczone z obrotu na giełdowego na wniosek Komisji Nadzoru Finansowego z uwagi na nieprzesłanie w terminie raportu okresowego.